# Saint-Samson-sur-Risle
Saint-Samson-sur-Risle est une ancienne paroisse normande qui a fusionné en 1844 avec l'ancienne paroisse de la Roque-sur-Risle, pour former la commune de Saint-Samson-de-la-Roque, toujours sous le vocable de saint Samson,.
Ces deux paroisses formaient jusqu'en 1790 avec Conteville et Marais-Vernier l'exemption de Saint-Samson relevant de l'évêché breton de Dol et enclavée en Normandie de part et d'autre de l'estuaire de la Risle entre les diocèses de Lisieux et de Rouen.

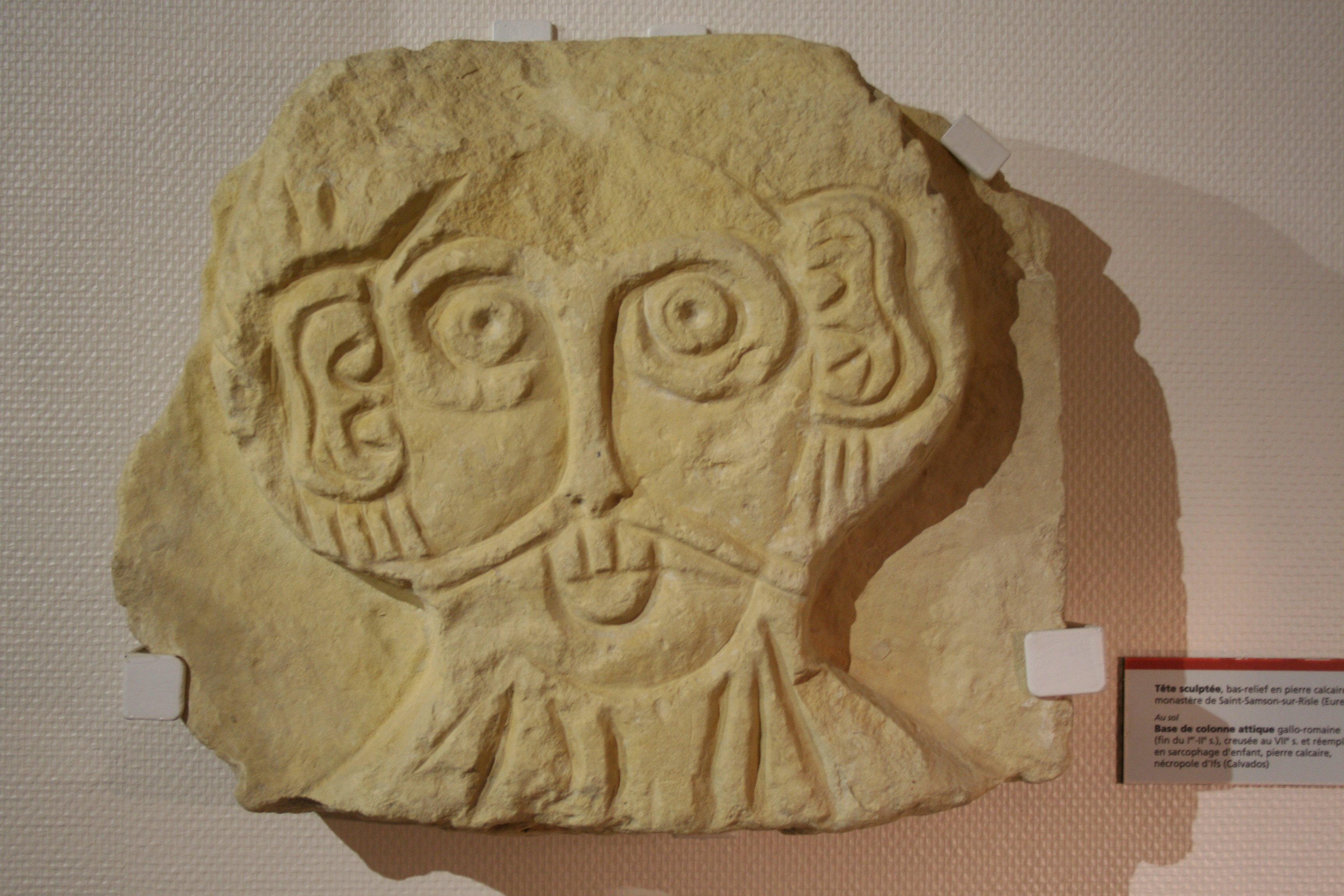
Bas-relief provenant de l'église de Saint Samson-sur-Risle, détruite en 1827, conservé au Musée de Normandie à Caen